# Дюрчанский, Фердинанд
Фердинанд Дюрчанский (словац. Ferdinand Ďurčanský; 18 декабря 1906, Раец — 15 марта 1974) — лидер словацких националистов, некоторое время бывший членом коллаборационистского словацкого правительства Йозефа Тисо.

## Биография
Фердинанд Дюрчанский родился в Раеце (в то время — Австро-Венгрия). Он окончил Высшую школу международных отношений в Париже, Братиславский университет имени Коменского и Академию международного права в Гааге, получил степень доктора права, стал профессором правоведения в Братиславе.
Дюрчанский стал националистом во время учёбы в университетах. Когда Родобрана в конце 1920-х потеряла своё влияние, то выразителем недовольства словацких крайних националистов стал журнал «Nástup» (существующий до сих пор), редактором которого был Фердинанд Дюрчанский. Журнал был популярен среди студентов и преподавателей высших учебных заведений. В отличие от ряда современников, требовавших максимум автономии, Дюрчанский настаивал на полной независимости Словакии. Когда в 1938 году он и Йозеф Тисо встретились с Адольфом Гитлером, то лишь Дюрчанский отстаивал перед лидером нацистов идею полностью независимого словацкого государства.
Последователи Дюрчанского, называемые «молодым поколением», заняли ряд постов в администрации Войтеха Тука в Первой Словацкой республике. Сам он в 1938—1939 годах занимал посты министра юстиции, здравоохранения, социального обеспечения, потом — министра внутренних дел. После провозглашения независимости Словакии 14 марта 1939 г., Дюрчанский стал министром иностранных дел. Несмотря на то, что Венгрия была первым государством признавшим де-юре независимую Словакию, между Братиславой и Будапештом разгорелась т. н. «малая война» из-за спорного характера границы между Словакией и Подкарпатской Русью (которую Венгрия только оккупировала). Данный военный конфликт подтолкнул Тисо и Дюрчанского к заключению «Договора об охране» с Германией, по которому Берлин выступал гарантом территориальной целостности и независимости Словакии. Благодаря германскому посредничеству, венгеро-словацкий конфликт был улажен 4 апреля 1939 г. Несмотря на особый статус Германии, Дюрчанский пытался расширить возможности Словакии проводить независимую от Германии внешнюю политику, пытаясь установить дипломатические отношения с максимально широким количеством государств. В итоге, Словакия обменялась представителями с двумя десятками государств.
После дипломатического признания независимой Словакии со стороны СССР 15 сентября 1939 г., Дюрчанский строил надежды на то, что Москва выступит новым полюсом силы в Дунайской Европе и сможет сдерживать гегемонистские амбиции Берлина. Более того, Дюрчанский надеялся, что СССР и Словакия смогут выступить единым фронтом против Венгрии, после чего Братислава вернет себе южную и восточную Словакию, а Москва установит контроль над Подкарпатской Русью. Однако, СССР, признавая Словакию сферой германского влияния, оставлял предложения Дюрчанского без ответа. В свою очередь, Гитлер, раздраженный словацкими попытками вести независимую дипломатию, потребовал в июне 1940 г. у Тисо отставки Дюрчанского. Тисо принял это требования и кресло нового министра иностранных дел занял Войтех Тука.
В 1944 году Тисо попытался вновь привлечь его к работе, но нацисты воспротивились этому. Тем не менее, Дюрчанский всегда был сторонником Тисо и коллаборационизма, и пытался организовать сопротивление Советскому Союзу до самого конца, пока в 1945 году ему не пришлось бежать в Австрию. В следующем году он перебрался в Ватикан, где организовал «Словацкий комитет действия», впоследствии переименованный в «Словацкий освободительный комитет». В 1947 году он уехал в Аргентину и, наконец, с 1952 года поселился в Мюнхене. Входил в руководство Антибольшевистского блока народов.